# Eumorphus subsinuatus
Eumorphus subsinuatus là một loài bọ cánh cứng trong họ Endomychidae. Loài này được Pic miêu tả khoa học năm 1927.